# Faci Platoni
Faci Platoni († c. 1014, Piacenza, Itàlia) segons alguns autors fou fill de Bernard Ansprand, però en realitat fou fill del comte Opizzo d'Angera, senescal de l'exèrcit de l'emperador Otó I del Sacre Imperi Romanogermànic i de l'abadessa Matilde d'Essen, filla del duc Liudolf de Suàbia, i en conseqüència, sisè net de Bernard Ansprand. A més a més, fou cosí en sisè grau de consanguinitat per via paterna d'Arduí d'Ivrea, la seva vida transcorre fins aproximadament el 1014.
Juntament amb els seus germans fou marquès d'Eporèdia i comte d'Angera. També fou comte de Mediolani, senyor d'Albizato i Besnato i cavaller de l'Orde de l'Esperó d'Or, aquest últim títol atorgat per la Santa Seu en virtut de la seva defensa de l'Església, juntament amb el seu fill primogènit Plato, ratificat durant el pontificat de Benet VIII, amb data del 25 d'abril de 1014.
Dotat d'una gran capacitat militar va instal·lar-se a la zona de l'actual Borgo Val di Taro, fins aquell moment en mans de l'abadia de Bobbio, considerant que fou el territori dels seus avantpassats. Va morir a Piacenza, Itàlia.

## Família
La seva primera dona va ser Domitil·la de Turris, filla gran del comte Arasmi de la Torre, el més important dels livel·laris del Curtis Turris. El seu fill primogènit va ser Plato Platoni, marquès de la Santa Seu, comte d'Angera, senyor sobirà de Borgotaro, senyor imperial de Parma i de Ceno, cavaller de l'Esperó d'Or.
La seva segona dona va ser Gisla, filla del comte Adalbert, i amb ella va tenir Eriprand Visconti, comte d'Angera i vescomte de Mediolani, Algilsa, monja, i Gregori, vescomte de Piasenza.